# Asma Mansour
Asma Mansour (em árabe: أسماء منصور) é uma empreendedora tunisiana e ativista feminina que em 2011 co-fundou o Tunisian Centre for Social Entrepreneurship. Como resultado, ela foi selecionada como uma das 100 mulheres da BBC em 2014. Em junho de 2016, ela ficou em terceiro lugar entre 42 inovadores africanos selecionados pela revista de negócios online Ventures Africa.

## Biografia
Criada em uma família tradicional, Asma Mansour estava sujeita às regras estritas de seus pais. Aos 15 anos, ela começou a escrever sobre como era difícil para ela aceitar a maneira como as mulheres eram tratadas em sua família e, de maneira mais geral, na comunidade como um todo. Mesmo assim, ela estudou contabilidade no Instituto Superior de Contabilidade e Negócios da Universidade de Manouba, na Tunísia, graduando-se em 2010.
Enquanto estudante, desempenhou um papel de liderança em várias organizações, incluindo a Junior Chamber International e a AIESEC, onde através da organização de eventos ganhou experiência em questões como ambiente, saúde, educação, direitos humanos e exclusão social. Aprendeu a gerir uma equipe, a angariar fundos e a negociar parcerias. Reconhecendo seu potencial, a Embaixada dos EUA concedeu-lhe uma bolsa de estudos para fazer um curso de administração de empresas na Mediterranean School of Business da Tunísia, que ela concluiu em 2010. Graças a uma bolsa da Ecole Supérieure de Commerce, ela fez mestrado em Marouba em 2013.
Enquanto estudava, Asma Mansour fundou a organização de direitos humanos People's Movement for Human Rights Learning, que se esforçou para integrar os direitos humanos na vida cotidiana dos cidadãos tunisianos. Depois de uma visita ao Japão, onde se inspirou no potencial de uma abordagem social ao empreendedorismo, em 2011, juntamente com Hatem Mahbouli e Sarah Toumi, fundou o Tunisian Centre for Social Entrepreneurship, dedicado a fazer do empreendedorismo social uma base para a economia tunisiana.

## Centro Tunisiano de Empreendedorismo Social
O Centro Tunisiano de Empreendedorismo Social foi criado em 2011. Sua principal missão é buscar soluções sustentáveis e inovadoras para os desafios sociais, ambientais e econômicos da Tunísia, baseando-se nos princípios do empreendedorismo social que, para a equipe, é gerador de oportunidades de desenvolvimento para as comunidades locais.
A Social Innovation Station, um dos principais projetos do centro, iniciado em 2015, consiste em quatro espaços de inovação em Mahdia, Sidi Bouzid, Kasserine e Tunis. O papel destes espaços é proporcionar condições adequadas às comunidades locais para a co-criação de projetos inovadores que tenham impacto na sociedade. Além disso, por meio desse projeto, o centro busca descentralizar e democratizar o acesso à informação, oportunidades e redes de especialistas nacionais e internacionais por meio de diversos programas.